# Punga Mare

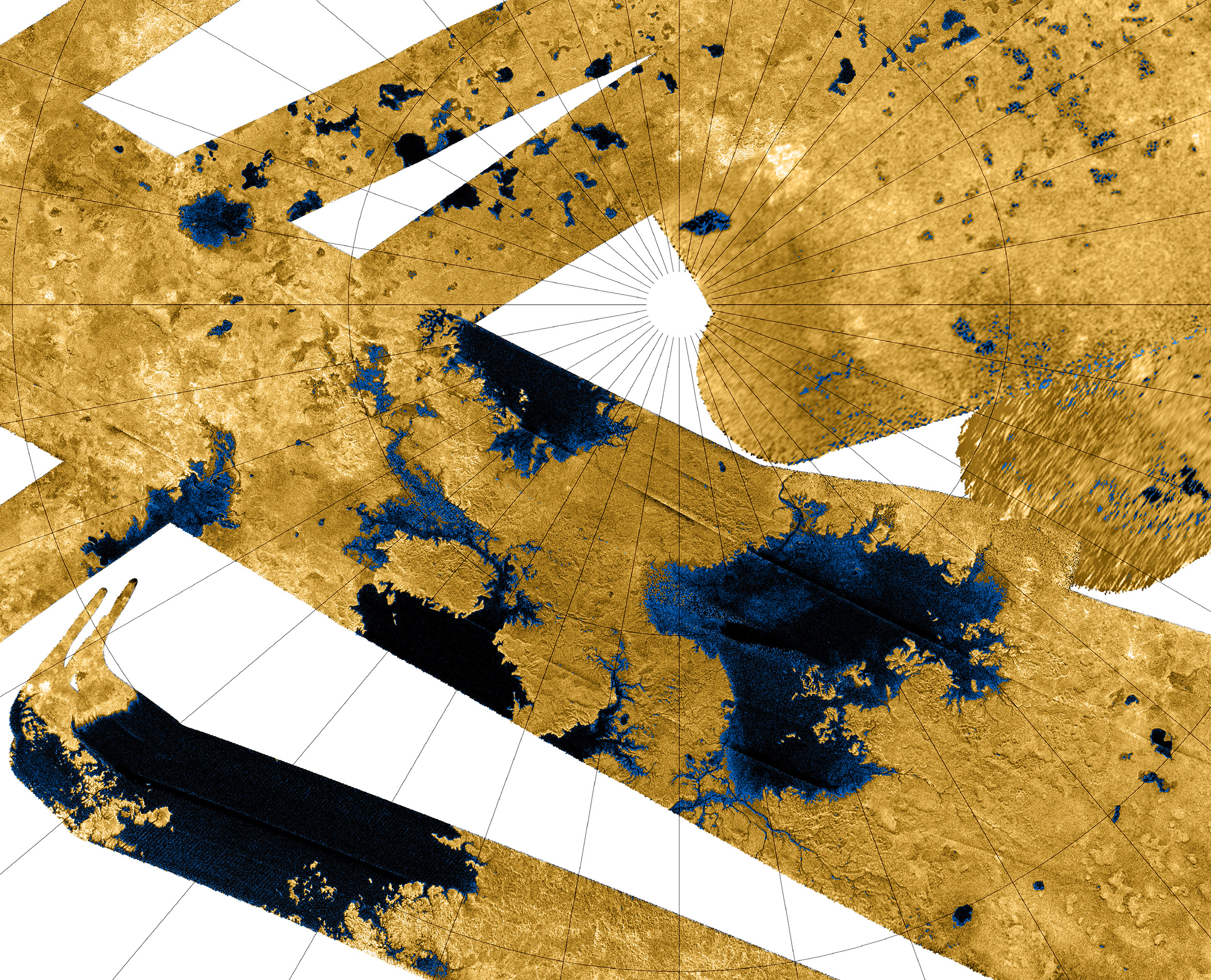
Auf diesem Radarbild von Cassini-Huygens ist ein Teil des Punga Mare in unmittelbarer Nähe zum Nordpol zu sehen.

Das Punga Mare ist einer der Methanseen auf dem Saturnmond Titan. Der Name entstammt der Mythologie der Māori und bezieht sich auf Punga, einen Vorfahren der Haie und der Echsen. Der See durchmisst rund 380 km und befindet sich nördlich des Kraken Mare und nordwestlich des Ligeia Mare bei 85,1° N / 339,7° W.